# Desmodium bracteatum
Desmodium bracteatum är en ärtväxtart som beskrevs av Marc Micheli. Desmodium bracteatum ingår i släktet Desmodium och familjen ärtväxter. Inga underarter finns listade i Catalogue of Life.